# 世宗 (朝鮮王)
世宗（せいそう、セジョン、せそう、세종、1397年5月7日 - 1450年3月30日）は、李氏朝鮮の第4代国王である。姓は李、名は裪（裪は衣へんに陶の旁）（とう、ド、도）。即位前は忠寧(大)君（ちゅうねい（たい）くん、チュンニョン(デ)グン）と呼ばれていた。

## 生涯

### 即位
1397年、第3代国王太宗の第3王子として生まれる。母は元敬王后閔氏。1406年に成人すると忠寧大君（大君は王の嫡出子に与えられる職官）に封じられ、沈（シム、ちん）氏（後の正妃・昭憲王后）と結婚した。
健康問題を抱えた父の太宗には何度か譲位を行う意向があったが、外戚との確執や長男の譲寧大君の奔放な性格が問題となり、なかなか行われなかった。1418年、太宗は譲寧大君から世子（王太子）の資格を剥奪し、三男の世宗に譲位した。
世宗即位当初の4年間は、上王となった太宗が軍事権をはじめ政治の実権を握っていた。1422年に太宗が亡くなると、世宗の親政が始まることになる。

### 内政

ハングル（訓民正音）

世宗は宮中に学問研究所として集賢殿を設置し、ここに若く有望な儒学者や官奴、外国人らを採用してさまざまな特権を与えた。集賢殿は王の政策諮問機関として機能し、朝鮮の文化と文治主義を発展させる原動力になった。世宗は集賢殿の学士とともに広い分野に及ぶ編纂事業を主導し、儒学やさまざまな文化・技術を振興した（後述）。中国漢字の発音を上手く出来ない民のためとし、中国漢字の発音を正確に表記する目的で作った発音記号であるハングル（訓民正音）の創製が知られている。1425年には朝鮮通宝を鋳造し、貨幣経済の浸透を試みた。また、高麗以来の税法である踏験損実法を廃止し、1436年に貢法詳定所を設置して朝鮮の田税制度を定めた。1437年になると世宗自体の健康問題もあり、六曹直啓制（省庁を王が直接統括する制度）を議政府署事制（領議政・右議政・左議政の三議政が六曹と協議し、その結果を国王に上奏する方式）に変更し、王の国事の負担を軽くし、権力を分散させた。
当時は革新的な視点があり、政策を実施するのに民の賛否を問うために十数万人に一種の世論調査を実施したり、ノビ(奴婢)が妊娠すると、出産休暇を妻には130日、夫には30日を与えるように命じた。また能力があればノビ(奴婢)出身でも官職を与えたが、代表的な事例が蔣英實だ。
奴婢層と貢女数の拡大・明への事大主義
もちろん世宗も政策上批判はある。世宗の時代には官僚であれば末職さえ100人以上所有したほど奴婢の身分の者が多かった。そのため世宗の治世時期前から李王家と貴族は奴婢を300人以上所有してはいけないという法があった。しかし、世宗は婢と良民の男が結婚すれば間の子供は父親の身分に従って良民になれるようにしていた既存の法律を廃止した。さらに奴婢従母法（노비종모법）という法により、父が両班で母が奴だった場合は子も奴婢になり、奴(父親)の所有者がその子の所有権を持つように定められた。この法律は父が誰でどの身分でも、二人の間の全ての子供は母の身分に従って奴婢になるようにした法律でもあった。朝鮮の少女たちを貢女として中国(明)に捧げるために『進献色』という機構を設置した上に、処女進献を避けるために民衆の間が幼い年齢で早婚させることが流行すると即座に王族など高位層を除いて民衆のみに早婚禁止を実施した、また中国から来た使臣が1〜2か月かかる貢女を選び出す期間は半島全土に婚姻禁止令が下され選抜対象となった未婚女性は恐怖に震えた。太宗は「処女を隠した者、針灸を施した者、髪を切ったり薬を塗ったりした者等選抜から免れようとした者」を罰する号令も出し、世宗の時代も存続していた。朝鮮王朝実録には、世宗の治世が明に対する処女進献が最多と記録されている。また、朝鮮独自であった天に捧げる祭祀である天祭を自ら撤廃し、中国王朝に朝鮮を実質的に従属させる事大主義政策を展開したことも指摘されている。また1431年、官婢が良人の男性との間で産んだ娘は妓生、息子は官奴になる法を施行した。そのため、片方が良人なら抜け出せた、奴婢身分の子息は下層身分に固定された。1437年には、国境地帯の兵士を慰安目的で、妓生を置くように命令し、妓生など下級身分層の人権より両班層の便宜のみを追求した。そのため、前近代的君主だったとの指摘がある。
ただし反論側では現代の観点から見れば残念な点はあるが、当時の観点から見ると当たり前だった身分制と明に対する事代、朝公貿易でむしろ安保、経済的利益を見た現実的な時代状況を勘案していない主張という反論もする。政策的物足りなさはあるかもしれないが、世宗の他の言行を見ると身分制や事代自体を絶対視する君主ではなかった。つまり、一般的な君主ならあまり扱わない問題でも、世宗がこれだけ無欠点君主であるだけ尊敬されれば、一種の反発心理でこのような反応も出ると推定することもある。これはどの国王でも普遍的人権概念が説得される近現代時代でない以上詳しく掘り下げれば指摘されるしかない問題だろう。

### 対外関係
日本関連
前期に倭寇の武力政策、後期には室町幕府と修好するなど友好策をとった。日本との関係に関しては、当時朝鮮の沿岸を荒らし回っていた倭寇の取り締まり問題での対立が引き金となって、即位翌年の1419年に対馬を攻撃した（応永の外寇）（この外征は当時まだ上王として実権を握っていた太宗の意向が反映していたものであった）。その後、外交的解決に重きを置くようになり、世宗在位中には1428年・1439年・1443年に通信使が派遣された。室町幕府との修好がなされ、富山浦など3つの開港場（三浦）を設けて、倭寇禁圧の要請が行われた。通信使は日本の国情偵察も兼ねており、使節に同行した申叔舟による日本社会の観察は、のちに『海東諸国紀』としてまとめられた。1438年（永享10年）ころには文引制を採用し、1443年（嘉吉3年）には日本側の事実上の出先機関となった対馬の宗氏との間に嘉吉条約を結んだ。
中国、大陸関連
貢女増加や朝鮮式の儀典廃止など、中国の明王朝に朝鮮を実質的に従属させる事大主義政策を展開していた。明へ太宗・世宗の時に2人の妹を貢女として送った韓確（ハン・ファク、1403年 - 1456年）は左議政や右議政（共に現在の副首相クラス）などの要職を歴任し、韓確が明と密通に及んだ事実が発覚した際も、世宗は「罰せられない人物」だとして黙認した。明への貢女の献上については「国内の利害のみならず、外国にも関係することなので、ただ（明皇帝の）命令に従うのみ」と語っているため、「かの世宗さえも恥辱の例外ではない」と報道された。
高麗時代から続いた女真族の侵入に備え、金宗瑞、崔潤德らに銘じて六鎮四郡を設置し、国境地帯の守備を固めた。1437年には豆満江以南の女真地域を侵攻して制圧し、六鎮を設置して支配した。

### ハングルの創製
韓国で最も知られる功績が、訓民正音（後にハングルと呼ばれるようになる）の創製である。
当時朝鮮は漢字文化圏であり、漢字以外に文字はなかった。話し言葉以外に意思を伝える術を持たず、漢字の読み書きが出来ない民衆を哀れに思った世宗は、1446年に表音文字である訓民正音を制定した。しかし、漢字こそ文字であり唯一の表意方法であるとする重臣達はこれに反対した。保守派は明（中国）の一部であるからこそ一流の文化を得られると主張し、独自の民族文字を以て中国の文化圏から離れれば、モンゴル人・チベット人・満州人・日本人らのように野蛮人に成り下がると訴えた。また、側近の中には「どうしてもと言うのなら、自分を殺して文字を制定して下さい」と頑なに阻む者もあり、漢字による知識を独占したい両班（ヤンバン）の反発も受けた。さらにこの事が宗主国である明にも伝わり、朝鮮が反逆を企てていると怒りを買ったとも言われている。
こうした反対勢力に対し、世宗は「これ（ハングル）は文字ではなく漢字の素養が無い民に発音を教えるための記号に過ぎない」と言い反逆の意思がない事を強調し、保守派の反対をよそにハングルの制定を断行した。制定につき勅書の序文には「愚民達は言いたい事があっても書き表せずに終わることが多い。予は其れを哀れに思い、新たに28文字を制定した。民が簡単に学べまた日々の用に便利にさせることを願っての事である」と記されている。

### 文化と技術
仏教に対しては廃仏政策をおこなった。世宗は仏教の宗派を禅教の2宗派に統合し、18ヶ寺を除いてすべて破却するなどした。高麗時代まで国家の保護を受けて繁栄した仏教勢力は、高麗末期には極めて腐敗が進んでいたため、儒教国家を夢見た朝鮮では高麗滅亡の原因の一つとして仏教を挙げるほどだった。仏教勢力はこの時期に著しく衰退し、少数の寺院が細々と続くのみとなった（朝鮮の仏教を参照）。ただ当時、朝鮮王室でも仏教を信じる信者たちは製法があったので、世宗も一部の臣下の反対にもかかわらず仏教書を刊行したりもした。世宗代に編纂された仏教書には、創製まもないハングルで書かれた『釈譜詳節』がある。
仏教書籍の他、忠臣や孝子の逸話を集めた『三網行実図』などを出版して儒教的な道徳を広めていった。高麗時代の歴史書である『高麗史』や朝鮮王朝の建国神話である『竜飛御天歌』、朝鮮の地理書である『新撰八道地理志』などを出版させて政治姿勢を明確にした。
また、次のような実学や技術が発展したとされている。

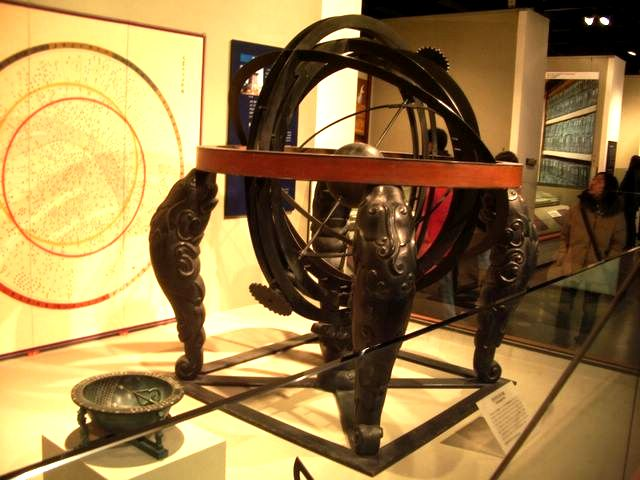
蔣英実によって制作された渾天儀

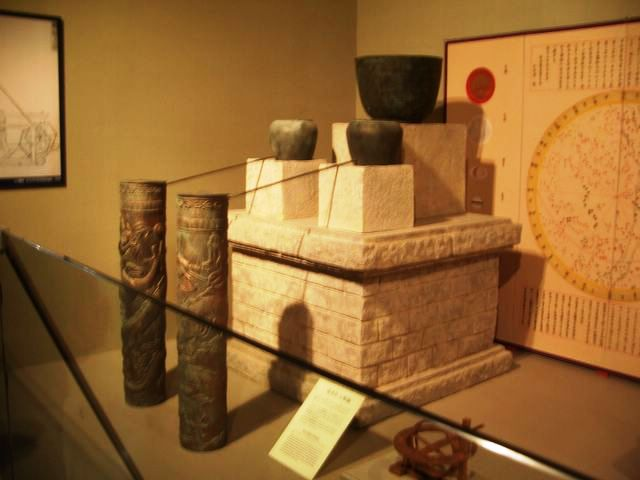
蔣英実の自動水時計を再現したもの

- 1432年に王立天文台である簡儀台を設置し、渾天儀など多くの天体観測器を製作させた。また、時間を測定する日時計（仰釜日晷など）と自動水時計（世界初のからくり時計であると現代の韓国でされている自撃漏など）も製作させた。
- 1441年に元官奴で正四品になった蔣英実が発明した「測雨器」は世界最初の雨量計であると現代韓国でいわれ、農業気象学に資した。また、農業技術の改良と勧奨のために『本国経験方』『農事直説』などの農書を編纂させた。
- 世宗代には銅活字など活字・印刷技術も発展を遂げた[2]。1403年に発明されたと現代韓国で言われている青銅活字「癸未字」の欠点を補完するため、新しい青銅活字である「庚子字」（1420年）、「甲寅字」（1434年）を開発させた。朝鮮国内の活字や印刷技術の改良を命じて歴史書や医学書の活字文化を繁栄させた[10]。
- 1444年設置された「火砲鋳造所」では崔海山（チェ・ヘサン、さい かいざん）により火薬や火器の製造・開発がおこなわれ、火砲の鋳造法と火薬使用法、規格を図示した『銃筒謄録』が刊行された。
- 世宗は朴堧に楽器の製作、郷楽の創作、井間譜の創案などを命じた。これにより朝鮮の雅楽の復興期が到来した、と現代韓国ではされている。

このほか、世宗代に編纂された書籍として、医学書『医方類聚』などがある。

### 陵墓と死後
晩年は病気がちとなり、それまで抑圧していた仏教にすがるようになった。1450年、53歳で薨去した。先に没していた昭憲王后とともに、太宗の陵墓である献陵（現在のソウル特別市瑞草区）に合葬された。1469年、昭憲王后とともに京畿道驪州郡の英陵（通称・世宗大王陵）に移葬されている。
儒教の理想とする王道政治を展開したとして、朝鮮王朝における最高の聖君と評価されている。韓国では子供から老人まで幅広い層に尊敬されている国民的英雄である。後年「海東の堯舜」（海東は朝鮮の別名）と称された。このため、廟号は単に世宗であるが、朝鮮史では李氏朝鮮の歴代国王の中で聖君（最高の名君）と尊敬されている意味で世宗大王（세종대왕、セジョンデワン、せそうだいおう）とも言われる。

## 家系
- 祖父：太祖 李成桂（1335年 - 1408年）
- 祖母：神懿王后韓氏（1337年 - 1391年）
- 父：太宗 李芳遠 （1367年 - 1422年）
- 母：元敬王后閔氏（1365年 - 1420年）
  - 兄：譲寧大君 李褆
  - 兄：孝寧大君 李補
  - 弟：誠寧大君 李褈
  - 姉：貞順公主
  - 姉：慶貞公主
  - 姉：慶安公主
  - 妹：貞善公主

### 后妃
- 昭憲王后沈氏（1395年 - 1446年）
  - 文宗 李珦（1414年 - 1452年）
  - 世祖（首陽大君） 李瑈（1417年 - 1468年）
  - 安平大君 李瑢（1418年 - 1453年）
  - 臨瀛大君 李璆（1419年 - 1469年）孫が10代王燕山君の正室廃妃慎氏、曽孫が11代王中宗の最初の正室端敬王后慎氏。
  - 広平大君 李璵（1425年 - 1444年）
  - 錦城大君 李瑜（1426年 - 1457年）
  - 平原大君 李琳（1427年 - 1445年）
  - 永膺大君 李琰（1434年 - 1467年）
  - 貞昭公主（1412年 - 1424年）
  - 貞懿公主（1415年 - 1477年)

・14代宣祖以降の国王は貞懿公主の血を引いている。宣祖の生母河東府大夫人鄭氏は、貞懿公主の次男安温泉の曽孫に当たるためである。また宣祖の継室仁穆王后金氏も貞懿公主の血を引いている。(貞懿公主の長男安如獺の玄孫に当たるため)

### 後宮
- 令嬪姜氏（朝鮮語版）（生年不詳 - 1483年）
  - 和義君（朝鮮語版） 李瓔（1425年 - 没年不詳）
- 慎嬪金氏（朝鮮語版）（1406年 - 1464年）
  - 桂陽君 李璔（1427年 - 1464年） - 韓確の娘（仁粋大妃の姉の旌善郡夫人）と結婚。

　　玄孫が14代宣祖の最初の正室懿仁王后である。
- - 義昌君（朝鮮語版） 李玒（1428年 - 1460年）
  - 密城君（朝鮮語版） 李琛（1430年 - 1479年）
  - 翼峴君（朝鮮語版） 李璭（1431年 - 1463年）
  - 寧海君（朝鮮語版） 李瑭（1435年 - 1477年）
  - 潭陽君（朝鮮語版） 李璖（1439年 - 1450年）
- 恵嬪楊氏（朝鮮語版）（生年不詳 - 1455年）- 世子嬪（顕徳王后）の死後、敬恵公主と端宗を任された。首陽大君（世祖）によって追放される。
  - 漢南君（朝鮮語版） 李𤥽（1429年 - 1459年）
  - 寿春君（朝鮮語版） 李玹（1431年 - 1455年）
  - 永豊君（朝鮮語版） 李瑔（1434年 - 1456年）
- 貴人朴氏（朝鮮語版）（生没年不詳）
  - 子女なし
- 貴人崔氏（朝鮮語版）（生没年不詳）
  - 子女なし
- 淑儀曺氏（生没年不詳）
  - 子女なし
- 昭容洪氏（朝鮮語版）（生年不詳 - 1452年）
  - 子女なし
- 淑媛李氏（朝鮮語版）（生没年不詳）
  - 貞安翁主（朝鮮語版） （1438年 - 1461年）
- 尚寝宋氏（朝鮮語版）（1396年 - 1463年）
  - 貞顕翁主（朝鮮語版）（1425年 - 1480年）
- 司記車氏（朝鮮語版）（生年不詳 - 1444年）
  - 子女なし

## その他

### 肖像・銅像

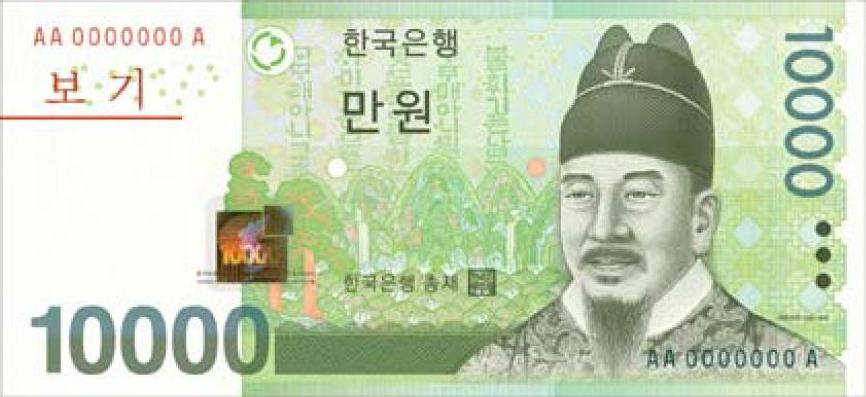
大韓民国10000ウォン紙幣。肖像画として世宗が描かれている。

- 世宗の肖像画は一切残っていない。現在一般に知られている肖像画は金基昶（1914年 - 2001年）が空想で描いたもので、この絵は1973年に国家標準肖像画に指定された。大韓民国の10000ウォン紙幣（朝鮮語版）にもこの肖像画が採用されている。2005年8月29日に発表された『親日人名辞典』予備リストに金基昶の名前が掲載されたことから、ハングル学会と世宗大王記念事業会などで構成されたハングル団体連合は国家標準肖像画の差し替えを要求した[11]。
- ソウル特別市の汝矣島、徳寿宮、光化門広場に銅像がある。特に光化門広場の銅像が有名だが、これは先述のように肖像画が現存しないため、冠岳山にある兄・孝寧大君像と末裔である李錫の顔が参考とされたものである[12][13][14]。

### 世宗にちなむ命名
ハングルを制定し、朝鮮語の正書法の基礎を確立した業績から、韓国では「国民的英雄」として不動の地位を得ている。そのため国家的プロジェクトや文化・科学技術関係の施設・事業など「国家や民族の威信をかけたここぞという場面」に世宗の名が使われることがある。
- 世宗特別自治市

韓国政府は2006年12月21日、韓国中部に建設する新行政中心複合都市の名称を「世宗」と決定した。2012年から大韓民国企画財政部など49の政府機関が新都市への移転を開始する。
- 世宗大王 (駆逐艦) - 韓国海軍初のイージス艦。世宗大王級駆逐艦1番艦
- 世宗基地 - 韓国の南極観測基地
- 「世宗コーパス」あるいは「21世紀世宗計画」 - 朝鮮語のコーパス

  - 21世紀セジョン計画における韓国語ナショナルコーパス
- 世宗文化会館
- 世宗研究所
- 世宗大学校
- 世宗 (小惑星) - 発見者は日本人天文家。
- 世宗大路
- 世宗路 - ソウル市内の主要道路の一つ。
- 世宗 - 国際テコンドー連盟のテコンドーの型。
- ユネスコ世宗識字賞

### 師匠の日
1964年に忠清南道の青少年赤十字中央生徒会が5月26日と制定した師匠の日が、1965年に誕生日の旧暦4月10日をグレゴリオ暦換算した5月15日に変更された。1973年に国民教育憲章宣言記念日に統合されたが、1982年に復活し、法定記念日として認定された。1994年にユネスコが制定した世界教師デーとは異なる。

## 世宗が登場する作品
映画
- 私は王である!（朝鮮語版） （2013年）演：チュ・ジフン
- 世宗大王 星を追う者たち（朝鮮語版） （2019年）演：ハン・ソッキュ
- 王の願い ハングルの始まり（朝鮮語版） （2019年）演：ソン・ガンホ

テレビドラマ
- 龍の涙 （1996年-1998年）高麗から李氏朝鮮への移り変わりを中心に描いた韓国の時代劇ドラマ　演：アン・ジェモ
- 王と妃 （1998年-2000年）文宗から燕山君までの時代に起こった王族と功臣たちの権力争いを中心に描いた韓国の時代劇ドラマ　文宗編、および端宗編の各回想シーンのみに登場　演：ソン・ジェホ
- 死六臣 （2007年）演：キム・ジュンシク
- 大王世宗 （2008年）世宗を主人公とした韓国の時代劇ドラマ　演：キム・サンギョン
- 根の深い木 （2011年）演：ハン・ソッキュ
- インス大妃 （2011年-2012年）演：チョン・ムソン
- ポンダンポンダン　王様の恋 （2016年）演：ユン・ドゥジュン（BEAST）
- チャン・ヨンシル 〜朝鮮伝説の科学者〜（2016年）演：キム・サンギョン